# Abarbarea
En la mitología griega y en la romana, Abarbarea o Abarbárea (en griego Ἀβαρβαρέη, esto es, «sin lodo») es el nombre de una náyade de la Tróade. No se indica quiénes eran sus progenitores. Se sobreentiende, por el contexto, que su padre fue el dios fluvial Esepo.
Homero nos dice, a saber, que: «Euríalo despojó a Dreso y a Ofeltio. Y fue tras Esepo y Pédaso, a quienes en otro tiempo la ninfa de las aguas Abarbárea alumbró por obra del intachable Bucolión. Bucolión era del noble Laomedonte el hijo primogénito, y su madre lo había engendrado en secreto. Mientras apacentaba las ovejas habían compartido lecho y amor, y ella, encinta, había parido hijos gemelos».
Nono nos relata un episodio anterior de la náyade, en el que le reprochaba a Nicea que hubiera matado a Himno, uno de los pastores. «En efecto, por una parte, la ninfa de las montañas se lamentaba entre reproches a la homicida Nicea, llorando la muerte de Himno, y, por otra, tras salir de su palacio de hermosos torrentes, la ninfa del Ríndaco, era llevada descalza por las aguas, estaba totalmente desolada. Las Náyades lloraban e incluso la roca de Níobe, que esta cerca de Sípilo, derramaba espontáneamente lágrimas de duelo. La Náyade Abarbarea reprochaba sin cesar a la muchacha, aunque ella misma no había yacido aún en el lecho de Bucolión».
Según el Lapidario Órfico, Abarbárea fue la madre de Euforbo, el más hermoso de los hombres troyanos: «siguiendo las enseñanzas de su madre Abarbarea, que sabía muy bien curar la enfermedad de los hombres, Euforbo, el hijo de Bucolo (Bucolión), me decía un día que la amable ophitis no solo es poderoso remedio contra las serpientes, sino también da luz a los ojos, y saca el agobiante dolor de cabeza».
Hesiquio, por ejemplo, no menciona a esta ninfa, pero llama abarbareas (Ἀβαρβαλαια) a un tipo de ninfas específicas.